# Les Chevauchées amoureuses de Zorro
Pour plus de détails, voir Fiche technique et Distribution.
Les Chevauchées amoureuses de Zorro (The Erotic Adventures of Zorro) est une comédie érotique d'aventures  réalisée par Robert Freeman et William Allen Castleman. Le film est sorti en 1972.

## Synopsis
De jeunes femmes sont enlevées dans la région de Los Angeles mais Zorro vole à la rescousse.

## Fiche technique
- Titre original : The Erotic Adventures of Zorro
- Titre alternatif : The Sexcapades of Don Diego[2]
- Titre français : Les Chevauchées amoureuses de Zorro
- Autre titre français : La Grande Chevauchée[3]
- Titre allemand : Zorro und seine lüsternen Mädchen
- Réalisation : Robert Freeman, William Allen Castleman (non crédité)
- Scénario : Robert Freeman, Mona Lott, Joy Boxe, David F. Friedman
- Musique : Betty Allen, William Loose[2]
- Production : William Allen Castleman, David F. Friedman
- Société(s) de production : Entertainment Ventures (EVI), The Zed Company, Atlas International Film, Alpha France
- Pays d’origine :  France,  États-Unis,  Allemagne de l'Ouest
- Langue originale : anglais
- Format : couleur — 35 mm — 1,85:1 — son Mono
- Genre : comédie, aventures, érotique
- Durée :
  - 102 minutes
  - 98 minutes (Royaume-Uni)
  - 10 minutes (lourdement censuré en Finlande)
- Dates de sortie :
  - États-Unis : 9 novembre 1972
  - France : 25 janvier 1973[3]
- Classification : interdit aux moins de 16 ans lors de sa sortie en France

## Distribution
- Douglas Frey : Don Diego / Zorro
- Jacqueline Giroux (Robyn Whitting) : Maria
- Penny Boran : Helena
- John Alderman : Esteban
- Jude Farese : Luis Bonasario
- Bob Cresse  (Robert W. Cresse) : Sergent Felipio Latio
- Lynn Harris : Rosita
- Starlyn Simone (Michelle Simon) : Margarita
- Bruce Gibson : Alejandro
- Tony Vorno (Sebastian Gregory) : Frère Felipe
- Michael Perrotta (Mike Perratta) : Don Manuel
- Ernie Dominy : Rodriguez
- Allen Bloomfield : Commandant de l’Académie
- Becky Sharpe (Becky Perlman) : Graciela
- Kathy Hilton (Kathy Kilton) : Estralita
- Gerard Broulard : Pablo
- Cory Brandon : Manuel
- David Villa : soldat défiguré
- Fermín Castillo del Muro : Chico
- Jesus Valdéz : Ortíz
- David F. Friedman : un soldat

## Box-office
Lors de sa sortie sur le territoire nord-américain (Canada et États-Unis), le film récolte 1 225 000 $.

## Éditions vidéo
En 2011, l'éditeur Bach Films sort le film en DVD dans sa collection sexploitation  (EAN 3760054383425).